# Iguemirén
Iguemirén (en árabe: إغميرن‎, en francés: Ighmeren) es una localidad marroquí perteneciente al municipio de Tafersit, en la región Oriental. Desde 1912 hasta 1956 perteneció a la zona norte del Protectorado español de Marruecos.